# Štěpán Vilém Kinský
Štěpán Vilém kníže Kinský (Štěpán Vilém říšský kníže Kinský z Vchynic a Tetova, německy Stephan Wilhelm Reichsfürst Kinsky von Wchinitz und Tettau; 26. prosince 1679 – 12. března 1749) byl český šlechtic a politik, rakouský diplomat a důstojník z významného rodu Kinských. Zastával vlivné posty v diplomacii a ve správě Českého království, mimo jiné byl rytířem Řádu Zlatého rouna a pro svůj rod získal titul říšských knížat.

## Původ a majetkové poměry
Pocházel z početné rodiny hraběte Václava Norberta Kinského (1642–1719) a jeho první manželky Anny Marie z Martinic. Měl čtrnáct vlastních a nevlastních sourozenců, jeho starší bratr František Ferdinand (1678–1741) byl nejvyšším kancléřem Českého království, sestry svými sňatky do rodin Batthyány, Chotků nebo Colloredů podpořily vzestup Kinských na přelomu 17. a 18. století.
Štěpánův otec Václav Norbert četnými nákupy zajistil početné potomstvo a Štěpán Vilém tak v roce 1719 zdědil rozsáhlé majetky ve východních Čechách (Choceň, Rychmburk, Rosice). Zámek v Chocni prošel přestavbou ještě za Václava Norberta, Štěpán Vilém v roce 1728 podnikl barokní přestavbu zámku v Rosicích. Největším pozemkovým celkem bylo panství s hradem Rychmburk zahrnující přes sedmdesát vesnic, na rychmburském hradě se ale Kinští v této době zdržovali jen výjimečně.

## Kariéra

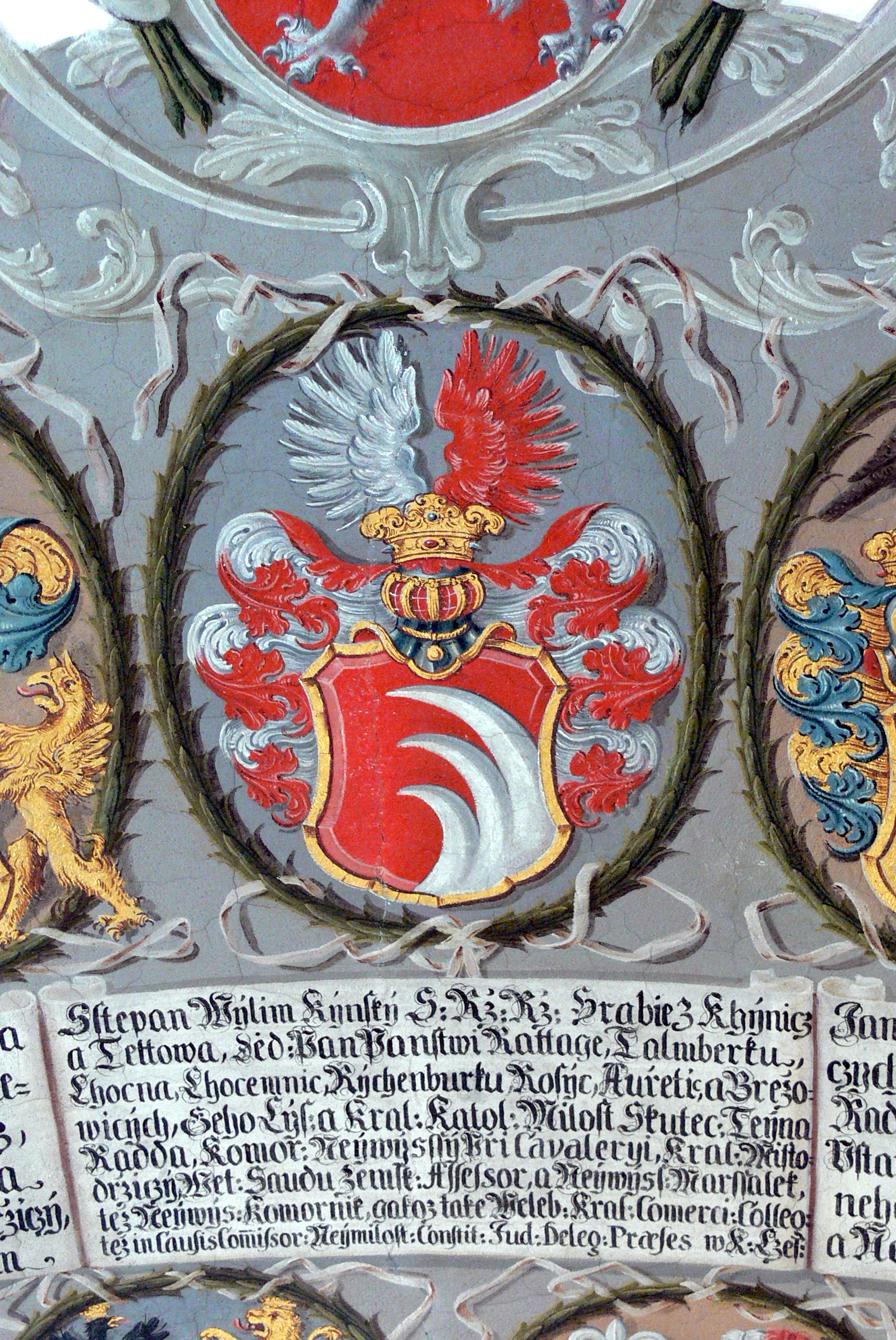
Erb a výčet majetku a hodností Štěpána Viléma Kinského ve Starém královském paláci na Pražském hradě

Štěpán Vilém Kinský původně sloužil v armádě a zúčastnil se války o španělské dědictví, později dosáhl hodnosti plukovníka (1719). Po sňatku s hraběnkou Marií Josefou z Ditrichštejna (1694–1758) byl v roce 1714 jmenován členem sboru místodržících Českého království. Poté zastával vlivné posty v diplomacii, byl vyslancem u carského dvora v Petrohradě (1721–1722). V roce 1723 v Praze při korunovaci Karla VI. českým králem zastupoval svého nepřítomného švagra Hieronyma Colloreda, nejvyššího dědičného stolníka. Později byl císařským vyslancem ve Francii (1729–1732).
Po návratu z Francie se trvale usadil v Čechách a dlouhodobě zastával důležité úřady v zemské správě, byl nejvyšším maršálkem (1733–1740) a nejvyšším hofmistrem (1740–1746). Vlivné posty ve správě Českého království měly částečně kompenzovat finanční ztráty spojené s náročnou reprezentací v předchozí diplomatické službě. Mimoto získal čestné hodnosti c. k. tajného rady a komořího, byl také nositelem Řádu Zlatého rouna.

## Knížecí titul
V pobělohorském období zastávala řada členů rodu Kinských významné funkce a jejich ambice v první polovině 18. století směřovaly k získání knížecího titulu. Na počátku vlády Marie Terezie měli Kinští velmi dobrou pozici u císařského dvora a z této doby pochází zajímavá rodinná dohoda z roku 1745 mezi Štěpánem Vilémem a jeho mladším bratrem Filipem Josefem, který byl tehdy českým nejvyšším kancléřem. Filip Josef se v této smlouvě ve prospěch Štěpánova potomstva vzdával případného knížecího titulu. Štěpán Vilém byl 22. prosince 1746 povýšen do stavu knížat Českého království a 1. ledna 1747 získal také titul říšského knížete, ačkoli ve vlastní říši neměl žádný majetek. Zároveň byl pro něho zřízen majorátní fideikomis z panství Choceň-Rosice.

## Potomstvo
Z manželství Štěpána Viléma Kinského a Marie Josefy Dietrichsteinové se narodilo pět dětí, žádné z nich se ale nedožilo více než třiceti let. Syn Evžen František (1719–1726) zemřel v dětství, v mládí a bez mužského potomstva zemřel i dědic knížecího titulu František Josef Kinský (1726–1752). Ze tří dcer se dospělosti dožila Marie Terezie (1721–1751), provdaná za výrazně staršího generála hraběte Jiřího Oliviera z Wallisu (1686–1744). Po smrti Evžena Františka (1752) přešel knížecí titul na potomstvo Štěpánova bratra Filipa Josefa.
Štěpán Vilém Kinský je spolu s dalšími členy rodu pohřben v kostele Nejsvětějšího Salvátora v areálu pražského Klementina.